# Martyn Hill
Martyn Hill, né le 14 septembre 1944 à Rochester (Kent), est un ténor britannique, dont le répertoire s'est étendu de la musique de la renaissance à la musique contemporaine d'avant-garde.

## Biographie

### Débuts
Martin Hill étudie le piano et le chant au King's College de Cambridge puis au Royal College of Music,,, et participe dès 1966 à des concerts de musique ancienne retransmis par la BBC,. Sa carrière débute principalement en tant que membre du Early Music Consort of London de David Munrow et du Consort of Musicke d'Anthony Rooley. Son activité est alors centrée sur la musique de l'époque médiévale et de la Renaissance, et sur des œuvres de compositeurs anglais tels que Henry Purcell et John Dowland, et de compositeurs italiens tels que Giovanni Gabrielli et Claudio Monteverdi, notamment sous la direction de Christopher Hogwood, Philip Ledger, ou Andrew Parrott,.
Il diversifie toutefois rapidement son répertoire: il participe en 1969 au concert du centième anniversaire de la mort de d'Hector Berlioz au Queen Elizabeth Hall sous la direction de Colin Davis, aborde le Lied romantique et la mélodie française, et donne en concert dès 1976 Les Illuminations de Benjamin Britten. Il participe également à des enregistrements d'opéras pour EMI d'œuvres de Frederick Delius, Gustave Charpentier et Dmitri Chostakovitch, témoignant d'une polyvalence qui marquera toute sa carrière.

### Oratorio
À partir de la fin des années 1970, il devient l'un des ténors anglais les plus actifs,, notamment dans le répertoire d'oratorio baroque et classique — et d'opéra en version de concert. Il chante et enregistre de nombreuses œuvres de Purcell, Georg Friedrich Händel (Le Messie, divers oratorios et opéras: voir détails en fin d'article), Johan Sebastian Bach (les Passions, la Messe en si...), et collabore avec des chefs tels que John Eliot Gardiner, Richard Hickox, Jean-Claude Malgoire ou Philippe Herreweghe.
Il interprète les grands oratorios et œuvres chorales de la période classique, comme La Création de Joseph Haydn, ou le Requiem de Wofgang Amadeus Mozart, mais aussi de la période romantique : la Missa Solemnis de Beethoven, L'Enfance du Christ et le Requiem d'Hector Berlioz, Elias de Felix Mendelssohn, Christus de Franz Liszt, et même occasionnellement La Damnation de Faust de Berlioz et le Requiem de Giuseppe Verdi,.
Il est particulièrement demandé dans les œuvres chorales de Benjamin Britten, comme le War Requiem ou la Spring Symphony,, mais aussi dans des œuvres d'Igor Stravinsky comme Œdipus Rex et Les Noces. Il participe à de nombreuses exécutions d'oratorios anglais tels que The Dream of Gerontius d'Edward Elgar,,,, A Child of our Time de Michael Tippett,,,, crée notamment des œuvres de Howard Blake (The Passion of Mary) et John Tavener (Fall and resurrection,), et enregistre certains oratorios sous la direction du compositeur lui-même (Resurrection de Peter Maxwell Davies, Dewi Sant d'Arwel Hughes),.
Il défend tout autant des œuvres chorales ou opéra-oratorios de Luigi Nono (Il Canto Sospeso, donné entre autres à la Scala de Milan, et la Suite de Prometeo, donnée à Carnegie Hall avec Claudio Abbado), Hans Werner Henze (Novae de infinito Laudes), Maurizio Kagel (Liturgien,), ou Pascal Dusapin (La Melancholia).

### Récital
Il mène en parallèle une importante activité de récitaliste, alternant des concerts de musique ancienne avec luth ou harpe, du répertoire classique et romantique, et du répertoire du XXe siècle avec piano ou divers ensembles instrumentaux. Il chante le plus souvent en duo avec les pianistes Graham Johnson, John Constable, Roger Vignoles, Clifford Benson, et Andrew Ball (en),,.
Il participe avec Graham Johnson à l'enregistrement de l'intégrale des Lieder de Schubert pour le label Hyperion. En 1995, il donne à St John's Smith Square un "marathon Schubert", avec sur 3 soirées consécutives les 3 cycles Die schöne Müllerin, Winterreise et Schwanengesang,,. Il interprète aussi Winterreise dans une version scénique, à Paris (Opéra Comique), Londres et Berlin,, et le Schuberts Winterreise de Hans Zender à Francfort avec l'Ensemble Modern.
Il chante également régulièrement de la mélodie française, et enregistrement notamment 2 récitals consacrés à Reynaldo Hahn et Lili Boulanger,.
Il défend tout particulièrement les œuvres du XXe siècle de compositeurs anglais (et occasionnellement américains), et en premier lieu Benjamin Britten. Son enregistrement des 3 cycles Les Illuminations, la Sérenade pour ténor, cor et cordes, et le Nocturne op.61, avec Richard Hickox en 1988 est considérée comme faisant partie des meilleures versions existantes,.
En 1982, il crée le cycle In sleep, in Thunder d'Elliott Carter, pour ténor et ensemble de chambre,.
Il assure également la création de cycles de John Hawkins (Voices from the Sea), Howard Blake (Shakespeare Songs dans la version avec quatuor à cordes), Robin Holloway (Willow cycle), Michael Berkeley (Wessex Graves).
En 1995, il donne en concert au Wigmore Hall puis enregistre l'intégrale des mélodies de Michael Tippett, pour le 90e anniversaire du compositeur,,,.
Il inclut aussi à son répertoire des cycles de Karol Szymanowski (Chants du Muezzin amoureux, Chant d'amour de Hafiz), Witold Lutosławski (Paroles tissées, donné sous la direction du compositeur pour son 80e anniversaire,), Hans Werner Henze (Kammermusik,), et Heinz Holliger (la cantate Erde und Himmel, donnée sous la direction du compositeur à Lucerne et à Zurich).

### Opéra
Sur scène, il chante plusieurs personnages mozartiens: Arbace dans Idomeneo avec Nikolaus Harnoncourt à Zurich, puis rôle-titre d'Idomeneo au Festival de Glyndebourne en 1985,, Ferrando dans Così fan tutte à Metz, Belmonte dans Die Entführung aus dem Serail à Glyndebourne,,, Alessandro dans Il Re Pastore.
Il incarne le rôle de Mozart dans Mozart et Salieri de Nicolai Rimsky-Korsakov, et Peter Quint dans The Turn of the Screw de Britten au Scottish Opera, Flamand dans Capriccio de Richard Strauss à Metz,, le rôle titre d'Albert Herring de Britten à Belfast et Dublin.
Il débute sur scène aux États-Unis avec le rôle de Tom Rakewell dans The Rake's Progress de Stravinsky (Boston, Opera New Hampshire),,,.
Il incarne ensuite Eumete dans Il ritorno d'Ulisse in Patria de Monteverdi à l'Opéra de Montpellier en 1992 puis à Innsbruck, Tokyo, Athènes, Florence,,.
En version de concert, il interprète notamment Edrisi dans Le Roi Roger de Karol Szymanowski au Royal Festival Hall en 1990,, Achille dans King Priam de Michael Tippett au Royal Albert Hall,,, le Cardinal/Archevêque dans Taverner de Peter Maxwell Davies au Scottish Opera en 2009,.
Pour Channel 4, il participe à une production filmée de l'opéra Owen Wingrave de Britten, diffusée en 2001, dans le rôle de Sir Philip Wingrave.
Il participe à plusieurs créations d'opéras contemporains : Ramanujan de Sandeep Bhagwati (en) à la Biennale de Munich en 1998, Nacht de Georg Friedrich Haas à Bregenz en 1998, What next d'Eliott Carter en création française à Paris en 2000, Barrabas de Camillo Togni en création mondiale à Brescia en 2000, Melancholia de Georg Friedrich Haas en création mondiale à Paris en 2008.
Durant la dernière partie de sa carrière, il interprète régulièrement des rôles secondaires au Royal Opera House, et chante notamment le rôle de Spoletta dans Tosca jusqu'en 2014.
Chanteur possédant des capacités de lecture à vue hors du commun, il lui est arrivé plusieurs fois de remplacer des collègues au pied levé dans des œuvres particulièrement complexes: par exemple, dans l'opéra de Schönberg Von heute auf Morgen à Vienne, sous la direction Pierre Boulez, après avoir eu à peine le temps de parcourir une copie incomplète de la partition durant le trajet en avion depuis Londres, et sans aucune répétition.
Il a consacré une partie de son activité à l'enseignement, et a reçu en 2009 le titre de Honorary Doctor of Music de l'Université de Leicester.

## Répertoire
Liste non exhaustive, compilée d'après des archives de concerts (en particulier les concerts diffusés par la BBC), et pour les enregistrements, d'après les bases de données Discogs, Muzieweb, et du site Hyperion,,.

### Musique du Moyen Âge et de la Renaissance

#### Musique française et flamande
- XIIe et XIIIe siècles, École de Notre-Dame et Ars Antiqua : Léonin, Pérotin, Adam de la Halle, nombreux anonymes...
  - Concerts
    - « Music in Honour of St Nicholas », avec le London Medieval Group et Gilbert Reany, 1971[4].

  - Enregistrements
    - « Music of the Gothic Era : Notre-Dame period & Ars Antiqua », avec l’Early Music Consort of London et David Munrow, 1975.
- XIVe siècle, Ars nova et Ars subtilior : Guillaume de Machaut, Philippe de Vitry, Henri de Pusiex, Johannes Simon Hasprois...
  - Concerts
    - Guillaume de Machaut: Chansons et Motets, avec le London Medieval Group, Gilbert Reaney, diffusion BBC 1978[4].
    - « The Art of Courtly Love: Guillaume de Machaut & Late 14th Music » avec David Munrow, 1973[4],[5].

  - Enregistrements:
    - « Music of the Gothic Era - Ars Nova », avec David Munrow
    - « Guillaume de Machaut and his age » (« The Art of Courtly Love », 1), avec David Munrow, 1973.
    - « Late fourteenth century avant-garde » (« The Art of Courtly Love », 2), avec David Munrow, 1973.
- XVe et XVIe siècles, École de Bourgogne et École franco-flamande : Guillaume Dufay, Gilles Binchois, Johannes Cesaris, Johannes Ockeghem, Josquin des Prés, Jacob Obrecht, Heinrich Isaac, Loyset Compère, Jean Mouton, Antoine Brumel, Nicholas Gombert, Orlando di Lasso...
  - Concerts
    - « Dufay and his contemporaries », avec Gilbert Reaney, 1971[4].
    - Guillaume Dufay et Gilles Binchois : Chansons, avec David Munrow, notamment aux Proms 1974[4],[31].
    - Guillaume Dufay : Messe: Se la face ay pale, avec l’Early Music Consort et David Munrow, 1975[4].
    - « Sacred and secular music by Obrecht, Ockeghem, Josquin and their contemporaries » avec David Munrow, 1975[5].
    - « Fifteenth-century Flemish » avec David Munrow, BBC 1975[4].
    - « The Art of the Netherlands" avec David Munrow, aux Proms en 1975[31].
    - « Josquin des Prés, Jean Mouton, Antoine Brumel, Nicholas Gombert », avec Nicholas Cleobury aux Proms 1976[4],[31].

  - Enregistrements
    - « Music from The Court of Burgundy » (« The Art of Courtly Love », 3 »), avec David Munrow, 1973
    - « The Art of the Netherlands », avec David Munrow, 1975.
    - « Musicke of Sundrie Kindes - Ars Perfecta », avec Anthony Rooley, 1975.
- XVIe siècle, Chanson française : Clément Janequin, Claudin de Sermisy, Claude Le Jeune, Eustache Du Caurroy...
  - Concerts :
    - « Musicke of Sundrie Kindes, 2: Les Cris de Paris; a hundred years of French musical fashion » avec Anthony Rooley, 1973[5].

  - Enregistrement :
    - « Musicke of Sundrie Kindes - Les Cris de Paris », avec Anthony Rooley, 1975.

#### Musique italienne
- Moyen Âge italien : Jacopo da Bologna Giovanni da Firenze, Francesco Landini, Antonio Zacara, Philippus de Caserta...
  - Concerts:
    - Jacopo da Bologna, Landini, Zacara, de Caserta, avec le London Medieval Group et Gilbert Reaney, 1968[5]
    - « Music in Medieval Italy and Spain », avec Gilbert Reaney, 1968[4].
    - « Italian secular music of the fourteenth century », avec l’Early Music Consort et David Munrow, 1968[4].
    - « Music in Medieval Florence », avec David Munrow, 1970[4].

  - Enregistrements:
    - « Ecco la Primavera - Florentine music of the 14th century », avec David Munrow, 1969
    - « Musicke of Sundrie Kindes - The Fruits of Love », avec The Consort of Musicke et Anthony Rooley, 1975
- Renaissance italienne : Joan Ambrosio Dalza, Giovanni Pacoloni, Bartolomeo Tromboncino, Fillippo Azzaiolo, Luca Marenzio, Cipriano de Rore, Andrea Gabrieli, Carlo Gesualdo...
  - Concerts
    - « Music for St Mark’s, Venice », avec John Elot Gardiner, 1971[5].
    - « Musicke of Sundrie Kindes : Fra le li le la, the influence of Italian popular music throughout Europe in the 16th century », avec Anthony Rooley, 1973[5].
    - « The music of an Italian gentleman of the early 16th century », avec Anthony Rooley, 1974[4].
    - « The Gabrielis : Andrea Gabrieli & Giovanni Gabrieli », sous la direction John Eliot Gardiner, 1978[4].

  - Enregistrements
    - « Musicke of Sundrie Kindes - Fa la li le la & Per cantare et sonare », avec Anthony Rooley, 1975

#### Musique anglaise
- Moyen Âge anglais
  - Concerts
    - « Music at Worcester in the Middle Ages », avec le London Medieval Group et Gilbert Reaney[4].
- Renaissance anglaise : Robert Fayrfax, Christopher Tye, Thomas Tallis...
  - Concerts :
    - Thomas Tallis : Lamentations de Jérémie, avec le Holland Group et John Eliot Gardiner, 1967[5].
    - « Musicke of Sundrie Kindes, 4: The merry dumps »: English music from 1480-1620 », avec le Consort of Musicke et Anthony Rooley, 1974

  - Enregistrements
    - « Musicke of Sundrie Kindes - The Merry Dumps », avec Anthony Rooley, 1975.

#### Musique espagnole
- Concerts
  - « Music at the Court of Spain », avec David Munrow, Proms 1971[4],[31]
- Enregistrement:
  - « Musicke of Sundrie Kindes - Quodlibet : Spain », avec Anthony Rooley.

#### Musique allemande
- Concerts
  - « Music for Maximilian I », avec David Munrow, notamment aux Proms 1972[4],[31].
- Enregistrements
  - « Musicke of Sundrie Kindes - Quodlibet : Germany », avec Anthony Rooley.

### Musique baroque
(Du tournant renaissance-baroque jusqu'aux années 1750)

#### Compositeurs anglais
- Henry Purcell
  - King Arthur: en concert dès 1969 sous la direction de Philip Simms, puis à plusieurs reprises avec John Eliot Gardiner[5].
  - The Indian Queen : enregistrement sous la direction de John Eliot Gardiner.
  - The Fairy Queen : enregistrement sous la direction de John Eliot Gardiner.
  - Songs : en concert notamment avec Nigel North, 1977[5].
  - Elegies : enregistrement sous la direction de Christopher Hogwood.
  - Coronation Anthem : concert sous la direction de Donald Cashmore, 1968[5].
  - Anthem for Christmas Day et Funeral Sentences : en concert sous la direction de Michael Howard, 1972[5]
  - Musiques de scène (Don Quixote, Bonduca, Circe, The Old Bachelor, Amphitryon, The Rival Sisters, Theodosius, The Libertine, Oedipus) : enregistrement sous la direction de Christopher Hogwood.
- John Dowland
  - Books of Songs I à III (intégrale) : enregistrement avec le Consort of Musicke d’Anthony Rooley[5].
  - Songs diverses : concerts avec Anthony Rooley (ex: « Dowland through his music and as others saw him » en 1972[5], ou Extraits du 3e Book of Songs en 1980[4]), concerts en duo avec Julian Byzantine (1968)[5], et avec Nigel North (1979)[4].
  - A Pilgrimes Solace, Lamentations, Lachrimae, Psalms, Musical Banquet : enregistrement avec Anthony Rooley.
- John Danyel
  - Lute Songs 1606 : enregistrement sous la direction d'Anthony Rooley.
  - Songs diverses données en concerts avec le Consort of Musicke d'Anthony Rooley, ou en trio avec Anthony Rooley et Trevor Jones[4],[5].
- Thomas Morley
  - First Booke of Ayres of 1600 : en concert avec le Consort of Musicke et Anthony Rooley, 1980[4].
- John Coprario
  - Songs of Mourning : enregistrement sous la direction d'Anthony Rooley.
- Thomas Campion
  - Songs : concerts en duo avec Julian Byzantine en 1968[5], et avec Nigel North[4].
- John Attey
  - First Booke of Ayres of 1622 : concert avec le Consort of Musicke d’Anthony Rooley, 1980[4].
- Thomas Ford
  - Musicke of Sundrie Kindes of 1607 : concert avec Anthony Rooley, 1980[4].
- Orlando Gibbons
  - Madrigaux and Motets 1612 : enregistrement sous la direction d'Anthony Rooley.
- Henry Lawes
  - Songs : en concert avec Anthony Rooley, 1978[5].
- Matthew Locke
  - The Tempest : enregistrement sous la direction de Christopher Hogwood.
- Thomas Arne (transition baroque-classique)
  - Thomas and Sally : rôle de l'écuyer au Regent's Part en 1983[32].
  - Songs : en concert avec David Munrow, et avec Simon Standage/Trevor Jones[4].
- Divers
  - « Consorts by Byrd, Gibbons, Locke, Jenkins and Purcell and consort songs by Jacobean composers », concert avec l'English Consort of Viols et Nigel North, 1977[4].
  - « Music With Her Silver Sound… » (John Bull, William Byrd, John Coprario, Alfonso Ferrabosco, Martin Peerson, Robert Jones, Robert Johnson, Alfonso Ferrabosco, Anthony Holborne, John Jenkins), enregistrement avec l'English Consort of Viols et Anthony Rooley.
  - « Amorous Dialogues » (John Bartlet, Thomas Morley, Thomas Ford, Henry Lawes, Alfonso Ferrabosco), enregistrement avec Emma Kirkby et Anthony Rooley.

#### Compositeurs italiens
- Giovanni Gabrielli
  - Psaumes et Motets : concerts sous la direction de John Eliot Gardiner, notamment aux Proms 1972 et 1975[31], enregistrement avec John Eliot Gardiner.
  - Requiem allemand : concert sous la direction de John Eliot Gardiner, 1967[5].
  - Symphoniae sacrae : enregistrement sous la direction d'Andrew Parrott.
- Carlo Gesualdo
  - Motets : concerts sous la direction de John Eliot Gardiner, notamment aux Proms 1975[31].
- Claudio Monteverdi
  - Il ritorno d'Ulisse in Patria : rôle d'Eumete à l'Opéra de Montpellier en 1992 sous la direction René Jacobs (représentations suivies d'un enregistrement), puis à Innsbruck, Tokyo, Athènes, Florence, et Crémone[3],[6],[27].
  - Vespro della beata vergine : concerts notamment sous la direction de John Eliot Gardiner (Bath Festival 1975)[4], enregistrement avec Philip Ledger.
  - Hymnes et Motets (Salve Regina, Currite, currite, Lam Moriar, Cantate Domino) : en concert avec Christopher Hogwood, 1977[4].
  - Madrigaux (A quest’olmo, Tirsi e clori, Ballo « Della Bellezza ») : en concert avec John Eliot Gardiner, 1973[4],[5].
  - L’Orfeo : extraits en concert sous la direction de Jane Glover, 1985[4].
  - Lamento d’Olimpia : enregistrement avec Anthony Rooley (« Musicke of sundrie Kindes »)
- Giacomo Carissimi
  - Jephtah : concert sous la direction de Brian Wright, 1978[5].
  - Oratorio della Santissima Vergine : concert sous la direction d’Andrew Parrott, 1978[5].
  - Cantates : concerts sous la direction Peter Seymour[5], enregistrement sous la direction de Christopher Hogwood.
- Alessandro Stradella
  - La Susanna : enregistrement sous la direction d'Alan Curtis.
- Divers
  - « Monteverdi's Contemporaries » (Giorgio Mainerio, Gioseffo Guami, Pietro Lappi, Ercole Porta, Cherubino Busatti, Sigismondo D'India, Alessandro Grandi), enregistrement avec David Munrow.
  - « Musicke of sundrie kindes - The wind of change » (Giuseppe Guami, Giovanni Fontana, Raffaello Rintani, Girolamo Frescobaldi, Claudio Monteverdi), enregistrement avec David Munrow.
  - « Amorous Dialogues » (Marco da Gagliano, Sigismondo d’India, Benedetto Ferrari, Nicolò Fontei, Claudio Monteverdi), enregistrement avec Emma Kirkby et Anthony Rooley.

#### Compositeurs allemands
- Heinrich Schütz
  - Oratorio de Noël : concert sous la direction de John Eliot Gardiner, Proms 1972[4],[31], enregistrement avec Roger Norrington.
  - Psaumes et Motets : concerts sous la direction de John Eliot Gardiner, notamment aux Proms 1972[4],[31].
- Dietrich Buxtehude
  - Cantate de Pâques : concert sous la direction de Denys Darlow[4].
  - Motet: Benedicam Dominum : concert sous la direction de Roger Norrington[4].
- Johann Valentin Meder
  - Passion selon St Matthieu : concert sous la direction de Geraint Jones[4].
- Georg Philipp Telemann
  - Passion "Der Tod Jesu", Cantate "Machet die Tore weit" : concert sous la direction de Richard Hickox[4].
  - Die Donnerode et Das befreite Israel: concert sous la direction de Simon Joly[4].
- Georg Friedrich Händel
  - Messiah : concerts notamment sous la direction de Christopher Hogwood (Proms 1979[31], Barbican Hall 1992[5],[33]), Peter Maag (Proms 1981)[31], Richard Hickox (1982)[4],[33], Stefan Sköld (1992)[5], enregistré à 2 reprises sous la direction de Jean-Claude Malgoire et d'Anders Öhrwall (sv).
  - Acis and Galatea : rôle d'Acis en concert sous la direction de Martyn Neary (1989)[5], rôle de Damon en enregistrement sous la direction de John Eliot Gardiner (1978).
  - Rodelinda : rôle de Grimoaldo sur scène à Birmingham en 1972, sous la direction d'Ivor Keys[5].
  - Poro : rôle d’Alessandro à Birmingham en 1985, sous la direction d’Ivor Keys[5].
  - Partenope : enregistrement sous la direction de Sigiswald Kujiken.
  - Radamisto : enregistrement sous la direction de Roger Norrington.
  - Saul : concerts sous la direction de Richard Hickox[5], enregistrement avec Philip Ledger.
  - Judas Macchabaeus : concert sous la direction de John Davies[4].
  - Solomon : concert sous la direction de John Alldis[5].
  - L'Allegro il Penseroso ed il Moderato : enregistrement sous la direction de John Eliot Gardiner.
  - Ode for the Birthday of Queen Anne : enregistrement sous la direction de Simon Preston.
  - Zadok the Priest : concert sous la direction de Richard Hickox, 1986[5].
  - The Ways of Zion do mourn : enregistrement sous la direction de John Eliot Gardiner.
  - Dettingen Te Deum : concert sous la direction de John Bate, 1981[5].
  - Dixit Dominus : en concert sous la direction de Louis Hasley, 1971[5].
- Johan Sebastian Bach :
  - Passion selon St Jean : concerts notamment sous la direction d'Eric Ericson (l'évangéliste) et de Christopher Hogwood (arias)[4],[8],[15],[11].
  - Passion selon St Matthieu : concerts notamment sous la direction de John Eliot Gardiner (l'évangéliste) et Leon Lovett (airs)[5],[34],[11], enregistrement sous la direction de Stephen Cleobury (airs).
  - Messe en si : concerts entre autres sous la direction de Brian Wright[5],[35].
  - Magnificat : concert notamment sous la direction de Christopher Hogwood et de Richard Hickox (Proms 1982 et 1989)[4],[31].
  - Oratorio de Pâques : concert sous la direction de Richard Hickox[4].
  - Cantates : nombreuses cantates données en concert, entre autres sous la direction de Geraint Jones, Wolfgang Gönenwein, Andrew Parrott, John Eliot Gardiner, et René Jacobs[4],[5], cantates BWV11 et 34 enregistrées avec Philip Ledger.
- Reinhard Keiser
  - Masaniello furioso : rôle de Don Pedro, à l’Université de Sheffield en 1974, sous la direction d’Ivor Keys[5].

#### Compositeurs français et portugais
- Jean Gilles
  - Requiem : enregistrement sous la direction de Philippe Herreweghe.
- Jean-Philippe Rameau
  - Œuvres religieuses non spécifiées : concert au Queen Elizabeth Hall, 1981[8].
  - Motets "Quam dilecta" et "In Convertendo" : concert sous la direction de John Bate, 1981[5].
- Francisco António de Almeida
  - La Giuditta : enregistrement sous la direction de René Jacobs.

### Musique classique
(Du tournant baroque-classique aux années 1800.)
- Christoph Willibald Gluck
  - Alceste : rôle d'Admète, à Montpellier en 1992[27].
  - Les pèlerins de la Mecque (La Rencontre imprévue) : rôle d’Ali, à Birmingham en 1973, direction Ivor Keys.
  - Orphée et Eurydice : en concert sous la direction de James Bolle, New Hampshire, 1995[36]; extraits en concert sous la direction de Jane Glover, 1985[4].
- Carl Philipp Emanuel Bach, et ses contemporains Johann Holzer, Josef Anton Steffan, Wllhelm Pohl
  - Lieder : en concert avec Christopher Hogwood[4].
- Joseph Haydn
  - La Création : concerts sous la direction de Richard Hickox (1979), Julian Williamson, Donald Cashmore[5],[35].
  - Les Saisons : concerts sous la direction de Brian Wright[5] et Franz Welser-Most[5].
  - Les sept dernières paroles du Christ : concerts dès 1968 sous la direction Donald Cashmore[5], enregistrement sous la direction de Frieder Bernius.
  - Stabat mater : enregistrement sous la direction de Michel Corboz, concert avec Brian Wright[4].
  - Missa Sancta Ceciliae, Große Orgelmesse : enregistrement sous la direction de Simon Preston.
  - Paukenmesse : concerts sous la direction de Richard Hickox[5].
  - Lieder : en concert avec John Constable et avec Christopher Hogwood[4].
- Johann Christian Bach
  - Amadis des Gaules : enregistrement sous la direction de Kenneth Montgomery.
  - Endimione : en concert sous la direction de Richard Hickox[24]
  - Kyrie et Dies irae : en concert sous la direction de Richard Hickox[4].
- William Shield
  - Rosina : rôle de Mr. Belville au Regent's Part en 1983[32].
- Wolfgang Amadeus Mozart
  - Idomeneo : rôle d'Arbace à l'Opéra de Zürich sous la direction de Nikolaus Harnoncourt[1],[10], rôle-titre au Festival de Glyndebourne en 1985, direction Jane Glover[3],[25].
  - Il Re Pastore : rôle Alessandro sur scène l'Opera North en 1993[3] et en version de concert à la Cité de la Musique en 1997, direction Leopold Hager[20].
  - Die Entführung aus dem Serail : rôle de Belmonte à Glyndebourne en 1988, direction Wojciech Michniewski et Ivor Bolton[10],[25].
  - Così fan tutte : rôle de Ferrando à l'Opéra de Metz[9],[27].
  - Requiem : concerts notamment sous la direction de Richard Hickox, Harry Christophers, Stephen Cleobury (Proms 1994)[5],[31],[34],[37], enregistré à 3 reprises, avec Jean-Claude Magloire, Roy Goodman et Matthias Bamert.
  - Grande Messe en ut mineur : concerts sous la direction Meredith Davies[5] et de Yehudi Menuhin[38].
  - Messe du Couronnement : concert sous la direction de Laszlo Heltay[5].
  - Vesperæ solennes de confessore : concerts sous la direction de Harry Christophers[37].
  - Litaniae de venerabili altaris sacramento : concerts sous la direction de Günter Wand[4].
- Luigi Cherubini
  - Chant sur la mort de Joseph Haydn : enregistrement sous la direction de Gabriele Ferro.

### Musique duXIXesiècle

#### Compositeurs allemands et hongrois
- Giovanni Simone Mayr
  - Medea in Corinto : version de concert sous la direction de Richard Armstrong, 1972[5].
- Ludwig van Beethoven
  - Symphonie no.9 : concerts entre autres sous la direction de Jukka-Pekka Saraste[5] et Jirí Belohlávek[4], enregistrement sous la direction de Raymond Leppard.
  - Missa Solemnis[9].
  - Messe en ut : en concert sous la direction de Cristóbal Halffter[4],[39].
  - An die ferne Geliebte et autres Lieder : enregistrement avec Christopher Hogwood, concerts notamment avec John Constable[4].
- Franz Schubert
  - Die schöne Müllerin : enregistrement avec Graham Johnson en 1982[40], concert notamment lors du "Marathon Schubert" à St John's Smith Square en 1995[11],[20],[3].
  - Winterreise : concert notamment à St John's Smith Square en 1995[11],[20],[3], et en version scénique à Paris (Opéra Comique) avec Pierre Réach en 1994[21], à Londres avec Andrew Ball en 1996[41], et à Berlin[11].
  - Winterreise dans l'arrangement de Hanz Zender : concert à Francfort avec l'Ensemble Modern[11].
  - Schwanengesang : concert notamment à St John's Smith Square en 1995[11],[20],[3].
  - Lieder divers: concerts notamment avec John Constable, Graham Johnson, Andrew Ball[4],[5], enregistrements avec Nina Walker en 1975, et avec Graham Johnson en 1990 (volumes 10 de l'intégrale Hyperion).
  - Lazarus : enregistrement sous la direction de Theodor Guschlbauer.
  - Messe en sol : enregistrement sous la direction de Theodor Guschlbauer.
  - Messe en mi b : concerts sous la direction de Harry Blech en 1977[5], et de Kurt Sanderling en 1983[39].
  - Messe en si b : concert sous la direction de Brian Wright[4].
  - Messe en la b : concert entre autres sous la direction d'Andrew Davis[39],[42].
- Felix Mendelssohn
  - Elijah / Elias : concerts sous la direction de Kurt Masur, Brian Wright, John Lubbock, Oliver Neal Parker[2],[8],[39],[42],[29].
  - St Paul / Paulus : concerts notamment sous la direction de Richard Hickox[4],[5].
  - Symphonie no 2 "Lobgesang" : concert sous la direction de Volker Schmidt-Gertenbach[4].
  - Lieder divers : concerts avec Graham Johnson[4].
- Robert Schumann
  - Das Paradies und die Peri : concert à Paris (St Denis) sous la direction de Wolfgang Sawallisch[10].
  - Lieder op.35, Liederkreis op.24, Duos op.78, et autres Lieder: concerts Graham Johnson et avec John Lenehan[4].
- Franz Liszt
  - Christus : concert avec Brian White au Royal Festival Hall en 1990[4],[5].
- Richard Wagner
  - Die Meistersinger von Nürnberg : rôles d'Augustin Moser et Balthasar Zorn au Royal Opera House en 2002 et 2011[3],[43].
- Anton Bruckner
  - Te Deum : concerts notamment sous la direction de Lovro von Matačić[11],[39].
  - Messe en fa : concert sous la direction de Martindale Sidwell[5].
- Johannes Brahms
  - Liebeslieder Walzer : concerts notamment avec Fellicity Lott, Graham Johnson & Geoffrey Parsons[4].
  - Lieder : concert avec Ian Burside[5].

#### Compositeurs français
- Hector Berlioz
  - L'Enfance du Christ : concerts à Londres sous la direction de Richard Hickox[4], David Atherton (Proms 1992)[31], en Israël et à Hong-Kong[20].
  - Requiem : concert sous la direction de Rafael Frühbeck de Burgos[4],[9],[26].
  - Te Deum : concerts sous la direction de Louis Fremaux et Takuo Yuasa[4],[35].
  - Lélio : concert sous la direction de Yan Pascal Tortelier[4].
  - La Damnation de Faust : concert sous la direction de Živojin Zdravković à Belgrade en 1978[2],[11],[44].
- Charles Gounod
  - Messe solennelle de Sainte Cécile : concert sous la direction de Laszlo Heltay, 1989[4].
  - Mélodies : enregistrées avec Graham Johnson, également données en concert avec James Walker[4].
- César Franck
  - Les Béatitudes : concert sous la direction de John Poole, 1981[37].
  - Mélodies : enregistrées avec Graham Johnson, également données en concert avec James Walker[4].
- Camille Saint-Saëns
  - Oratorio de Noël : concert sous la direction de Richard Hickox[4].
  - Mélodies : enregistrées avec Graham Johnson, également données en concert avec James Walker[4].
- Jules Massenet
  - Marie Madeleine (oratorio) : concert sous la direction d’Audrey Langford, 1974[5].
  - Eve (oratorio) : concert sous la direction d’Audrey Langford, 1976[5]
  - Mélodies : enregistrées avec John Constable, également données en concert avec James Walker[4].
- Gabriel Fauré[6],
  - Mélodies : enregistrées avec John Constable, également données en concert avec James Walker[4].
- Henri Duparc
  - Mélodies : données en concert avec John Constable[5] et avec Graham Johnson[4].
- Léo Delibes, Georges Bizet, Emmanuel Chabrier, Emile Paladilhe, Ernest Chausson,
  - Mélodies : enregistrées avec Graham Johnson, également donnée en concert avec James Walker[4]
- Gustave Charpentier
  - Louise : rôle du noctambule enregistré avec Julius Rudel.

#### Compositeurs italiens
- Gaetano Donizetti
  - Dom Sébastien : rôle de Dom Luis au Royal Opera House en 2005[3],[43].
- Giuseppe Verdi
  - Requiem : concert notamment avec le Haydn Chamber Orchestra en 1990[2],[11],[12].
  - Un Ballo in maschera : rôle du Juge au Royal Opera House en 2009[3],[43].

#### Compositeurs russes
- Sergei Rimsky-Korsakov
  - Mozart et Salieri : rôle de Mozart au Scottish Opera en 1986[26] (direction Mathias Bamert), et au Royal Festival Hall en 1990 (direction Richard Hickox)[4]. Enregistrement avec Matthias Bamert.

### Musique duXXesiècle

#### Compositeurs britanniques
- Edward Elgar
  - The Dream of Gerontius : concerts sous la direction entre autres de James Gaddarn et de Ian Butler[2],[12],[13],[14].
  - The Kingdom : concert sous la direction d'Owain Arwel Hughes au Royal Festival Hall, 1992[5],[8].
- Frederick Delius
  - A Mass of Life : concert sous la direction de Ronald Corp[29].
  - Hassan (musique de scène): enregistré sous la direction de Vernon Handely.
  - A Village Romeo and Juliet : rôle du Joueur de cor, enregistré sous la direction de Meredith Davies.
- Ralph Vaughan Williams
  - On Wenlock Edge : cycle enregistré avec le Coull String Quartet.
  - The House of Life : cycle donné en concert avec Roger Vignoles[4].
  - Serenade to Music : enregistré sous la direction de Matthew Best.
- Gustav Holst
  - Sāvitri : rôle de Satyavān à Amsterdam[10],[27].
- John Ireland
  - Songs : en concert avec Ian Burnside, 1993[5].
- Arnold Bax
  - Walsinghame et Fatherland : cantates enregistrés sous la direction de Vernon Handley.
  - Four Songs for tenor and orchestra : enregistrées sous la direction de Bryden Thomson.
- Geoffrey Molyneux Palmer (en)
  - 32 poems from Chamber Music : création posthume et enregistrement avec Peter Dickinson[45].
- Ernest Farrar (en)
  - Songs enregistrées avec Clifford Benson.
- William Denis Browne (en)
  - Songs enregistrées avec Clifford Benson.
- Ivor Gurney
  - Ludlow and Teme : enregistré dans la version avec quatuor avec le Coull String Quartet, et dans la version avec piano avec Clifford Benson.
  - Elizabethan Songs : enregistrées avec Clifford Benson
- Arthur Bliss
  - The Beatitudes (oratorio) : en concert sous la direction de James Gaddarn en 1991[8],[13].
- Herbert Howells
  - Missa Sabrinensis : enregistrée sous la direction de Gennady Rozhdestvensky.
  - Hymnus Paradisi : concerts sous la direction de David Willcocks et de Christopher Robinson[4],[5].
- Peter Warlock
  - The Curlew : cycle enregistré sous la direction de Ross Pople.
- Gerald Finzi
  - Dies Natalis et Farewell to Arms : cantates enregistrées sous la direction de Richard Hickox.
  - Till Earth Outwears et A Young Man's Exhortation : cycles enregistrés avec Clifford Benson.
- Edmund Rubbra
  - Spencer Sonnets et Amoretti : cycles enregistrés avec le City of London Sinfonia.
- William Walton
  - Anon in Love : cycle enregistré dans la version avec orchestre sous la direction de Richard Hickox, et dans la version avec guitare avec Craig Ogden.
  - Façade Settings : cycle enregistrés avec Graham Johnson.
- Lennox Berkeley
  - Jonah (oratorio) : en concert sous la direction de Jonathan Rennert, 1990[5].
  - Songs of the Half-Light : en concert avec Julian Byzantine en 1968[5], puis avec Thimoty Walker[4].
  - Autumn’s Legacy : en concert avec John Constable[4].
- Michael Tippett
  - A Child of our Time : concerts entre autres sous la direction de Richard Hickox et de Thomas Dausgaard[9],[15],[16],[13].
  - King Priam : rôle d'Achille en version de concert au Royal Albert Hall en 1999 et en 2003, sous la direction de David Atherton[2],[4],[29].
  - The Tempest Suite : création en 1995 avec le Nash Ensemble et Andrew Parrott[46].
  - Songs for Ariel, Boyhood's End, The Heart's Assurance et autres songs avec piano : en concert notamment avec John Constable dès 1980[5], avec Graham Johnson[4], et avec Andrew Ball en 1995 à Wigmore Hall pour le 90e anniversaire du compositeur. Enregistrement avec Andrew Ball.
  - Songs for Achilles : en concert avec Timothy Walker dès 1980, et avec Craig Ogden en 1995 à Wigmore Hall pour le 90e anniversaire du compositeur. Enregistrement avec Craig Ogden.
- Mátyás Seiber
  - Four french folksongs : en concert avec Julian Byzantine en 1968[5], puis avec Timothy Walker [4].
- Alan Rawsthorne
  - Songs enregistrées avec Keith Swallow[7].
- Elizabeth Maconchy
  - Héloïse and Abelard (oratorio) : concert sous la direction de James Gaddarn[5],[13].
- Howard Ferguson
  - Amore Langueo (cantate) : en concert sous la direction de Richard Hickox[4]
- Arwel Hughes
  - Dewi Sant (oratorio) : enregistré sous la direction du compositeur.
- Benjamin Britten
  - War Requiem : concerts notamment avec André Previn (Los Angeles)[11], Edo de Waart (Sydney)[11], David Atherton (Londres et Stockholm, 1986)[47], Richard Hickox (Londres 1990 et 1992)[5], Stephen Cleobury (Proms 1994), Takuo Yuasa (Osaka, 2007)[47], Jacques Mercier (Metz, 2007)[47].
  - Spring Symphony : concerts entre sous la direction de Richard Hickox et de Kent Nagano[11],[34], enregistrement avec Richard Hickox[6],[7].
  - The World of the Spirit : concert avec Edward Higginbottom[4], enregistrement sous la direction de Richard Hickox.
  - Ballad of Heroes : enregistrement sous la direction de Richard Hickox.
  - Cantata misericordium : en concert sous la direction de Richard Hickox[4].
  - Danses chorales de Gloriana : enregistrement sous la direction d'Hilary Davan Wetton.
  - Les Illuminations : en concert dès 1976 sous la direction Simon Streatfeild, puis à plusieurs reprises avec Richard Hickox[4], enregistrement avec Richard Hickox en 1988.
  - Sérenade pour ténor, cor et cordes : concert entre autres avec Armin Jordan[11] et Richard Hickox[5], enregistré à 2 reprises, sous la direction de Richard Hickox en 1988 puis de Vladimir Ashkenazy en 1990.
  - Nocturne op.61 : concert entre autres sous la direction de Christopher Seaman en 1984[4], enregistrement sous la direction de Richard Hickox en 1988.
  - Six Holderlin Fragments, On this Island : en concert avec Graham Johnson[4].
  - Songs from the Chinese : en concert avec Julian Byzantine dès 1968[5], puis avec Thimoty Walker et Craig Ogden[4].
  - Canticle I "My Beloved Is Mine " : en concert avec Andrew Ball[4].
  - Canticle II "Abraham and Isaac" : en concert avec Malcolm Martineau[4].
  - Canticle V "The death of St Narcissus": en concert avec Nuala Herbert[4].
  - Albert Herring : rôle titre à Belfast et à Dublin[10].
  - The Turn of the Screw : rôle de Peter Quint au Scottish Opera, 1986[10],[26].
  - Peter Grimes : rôle du Rev. Horace Adams au Royal Opera House en 2011[43]. Rôle titre (?) à Tel-Aviv[2],[3].
  - Billy Budd : rôle Red Whisker, sur scène au Royal Opera House, en enregistrement avec Kent Nagano.
  - Owen Wingrave : rôle de Sir Philip Wingrave dans une version filmée pour Channel 4 en 2001, dirigée par Kent Nagano[2],[3].
- Patrick Piggott
  - Candles : en concert avec les membres du Nash Ensemble[4].
  - The heart's journey, Songs of an Indian Summer : en concert avec John Lenehan[4].
- John Joubert
  - The Magus (oratorio) : création sous la direction du compositeur à Yorkshire en 1978[5].
- Thea Musgrave
  - Love Songs : en concert avec Julian Byzantine en 1968[5], puis avec Thimothy Walker[4].
- Anthony Hedges (en)
  - Prayers from the Ark : en concert avec le compositeur au piano[4].
- Alexander Goehr
  - Naboth's Vineyard et Shadowplay : en concert avec le Nash Ensemble[4].
- Peter Maxwell Davies
  - Resurrection (oratorio) : enregistrement sous la direction du compositeur.
  - Taverner, opéra : rôle titre enregistré avec Oliver Knussen[7], rôle du Cardinal/Archevêque chanté au Scottish Opera en 2009[3],[26].
- Peter Dickinson
  - Songs : enregistrées avec le compositeur au piano.
- Bernard Rands
  - Canti del Sole : en concert sous la direction d'Odaline de la Martinez[4].
- Richard Rodney Bennett
  - London Pastoral : en concert sous la direction de Richard Hickox[4].
- Adrian Beaumont (en)
  - Now Burns the Bright Redeeming Fire (oratorio) : création sous la direction de Glyn Jenkins, 1992[5].
- Howard Blake
  - Benedictus : concerts notamment sous la direction de David Willcocks[17].
  - The Passion of Mary : création londonienne sous la direction du compositeur en 2008[17].
  - Shakespeare Songs : création en 1987 de la version avec quatuor à cordes, et enregistrement avec l'English Serenata[7],[17].
- Brian Hughes
  - Stars and Shadows (opera) : création londonienne sous la direction de William Llewellyn 1979
- John Stainer
  - The Crucifixion (oratorio) : enregistré avec Brian Kay.
- Geoffrey Burgon
  - Revelations (oratorio) : création sous la direction de Richard Hickox en 1985[24].
- Robin Holloway
  - Sea-Surface Full of Clouds (cantate) : enregistrée avec Richard Hickox.
  - Willow cycle : création en 1985 avec Nuala Herbert[24].
  - The noon's repose : en concert avec Nuala Herbert[4],[24].
- David Matthews
  - Skies now are Skies : en concert avec le Coull Quartet [4].
- John Tavener
  - Fall and resurrection (oratorio) : création et enregistrement sous la direction Richard Hickox en 2000.
- Michael Finnissy
  - ...fairest noonday...: en concert avec John Constable[4],[24].
  - Mysteries IV : en concert avec Rosemary Hardy, Linda Hirst, Stephen Varcoe en 1984[24].
- Diana Burrell
  - Missa Sancte Endeliente : en concert sous la direction Richard Hickox[24].
- Michael Berkeley
  - Wessex Graves : création en 1984 avec Sioned Williams[4],[24].
- Geoffrey Poole
  - Blackbird (requiem profane) : création londonienne avec Sachio Fujioka en 1994[4].
- John Hopkins (en)
  - White Winter, Black Spring : création en 1985 sous la direction d'Odaline de la Martinez[4].
- Christopher Bochmann
  - Complainte de la lune en Province : en concert avec Carlos Bonell[4].
- Richard Gordon-Smith
  - Lowlands away (oratorio) : création en 1996 avec Libor Pešek[48], enregistrement avec Roy Goodman.
- Roger Steptoe (en)
  - Aspects : cycle donné en concert avec Roger Vignoles, 1982[4],[24].
  - King of Macedon (opera) : création scénique sous la direction de William Llewellyn en 1979[5].
- Julian Philips (en)
  - Now I lay me down to dream of spring : en concert avec Andrew Ball[4].

#### Compositeurs américains, canadiens, australiens
- Percy Grainger
  - Songs : enregistrées avec l'ASMF Ensemble.
- Virgil Thomson
  - Shipwreck and Love Scene from Byron's Don Juan, et Solos from Lord Byron : enregistrés sous la direction de James Bolle.
- Aaron Copland
  - Old American Songs : en concert avec Andrew Ball[4].
- George Antheil
  - Fighting the Waves : enregistré avec l'Ensemble Modern sous la direction de HK Gruber.
- Elliott Carter
  - In Sleep, In Thunder : création avec le London Sinfonietta sous la direction d'Oliver Knussen à Londres en 1982, création française sous la direction de Diego Masson à Paris en 1983, concerts notamment Bâle et à Francfort avec l'Ensemble Modern et Heinz Holliger[47],[49]. Enregistrement avec Oliver Knussen.
  - What next (opéra) : rôle de Zen en création française à la Cité de la Musique en 2000, avec l'Ensemble Intercontemporain sous la direction de Kent Nagano[3],[47].
- Paul Bowles
  - Scenes d'Anabase : enregistrées sous la direction de Hermann Kretzschmar.
- Alan Hovhaness
  - Majnun Symphony : enregistrée sous la direction du compositeur.
- John Hawkins
  - Voices from the Sea, cycle de songs : création et enregistrement sous la direction d'Anthony Pay en 1985.

#### Compositeurs germaniques et suisses
- Richard Strauss
  - Capriccio : rôle de Flamand à l'Opéra de Metz[9],[20],[27].
  - Salome : rôle du 2e Juif au Royal Opera House en 2008[43].
- Arnold Schönberg
  - Gurrelieder : rôle de Klaus le Bouffon, enregistré avec Robert Craft.
  - Frühe Lieder et Lieder op.6 : en concert avec Graham Johnson et Paul Hamburger[4],[24].
  - Von heute auf Morgen : à Vienne sous la direction de Pierre Boulez[2],[11].
- Frank Martin
  - In terra pax, oratorio : enregistré avec Matthias Bamert.
  - Requiem : concert sous la direction de Ronald Corp (1991)[5].
- Carl Orff
  - Carmina Burana : enregistrement sous la direction de Ross Pople[6],[7], concerts entre autres avec Yan Pascal Tortelier[50], et avec Peter Ernst Lassen et Barry Wordsworth au Royal Opera House en 1996 et 1997[43].
- Hugo Distler
  - Choral Passion nach den vier Evangelien : en concert avec les BBC Northern Singers[24].
- Hans Werner Henze
  - Novae de infinito Laudes : en concert avec les BBC Singers[4].
  - Kammermusik : en concert à Genève[11], et à Aldeburgh avec le Nash Ensemble sous la direction de Martyn Brabbins[4].
- Maurizio Kagel
  - Liturgien : enregistrement sous la direction du compositeur.
  - In der Matratzengruft : en concert sous la direction d’Anu Tali, à Bratislava en 2009[51].
- Hans Zender
  - Shir Hashirim I & II (Cantique des Cantiques) : enregistrement sous la direction du compositeur.
  - Schuberts Winterreise : concert à Francfort avec l'Ensemble Modern[11].
- Heinz Holliger
  - Erde und Himmel (cantate) : concerts sous la direction du compositeur à Lucerne et à Zurich[11]
- Wolfgang von Schweinitz
  - Die Brücke : création anglaise en 1983 sous la direction de Peter Keuschnig[24].
- Georg Friedrich Haas
  - Nacht (opéra) : création de la version scénique définitive à Bregenz en 1998[30].
  - Melancholia (opéra) : rôle de Bodom, création mondiale à Paris en 2008 sous la direction d'Emilio Pomarico, puis à Graz, Oslo et Bergen[3].
- Sandeep Bhagwati (en)
  - Ramanujan (opéra) : rôle-titre, création mondiale à la Biennale de Munich en 1998[2],

#### Compositeurs français
- Claude Debussy
  - Ariettes oubliées : en concert avec Paul Hamburger[4].
- Reynaldo Hahn
  - Mélodies : enregistrements avec Graham Johnson et avec John Constable, également données en concert avec James Walker[4].
- Maurice Ravel
  - L’heure espagnole : version de concert sous la direction d’André Previn à Londres en 1986[5].
- Lili Boulanger
  - Mélodies : enregistrement avec Graham Johnson, concerts également avec Andrew Ball[4].
  - Soir sur la plaine : enregistrement sous la direction de James Wood.
- Francis Poulenc
  - Tel jour, telle nuit : en concert avec Graham Johnson[4].
- Henri Sauguet
  - Plus loin que la nuit et le jour : en concert avec les BBC Singers[4].
- Jehan Alain
  - Prière : enregistrement sous la direction de Yan Pascal Tortelier.
- Pascal Dusapin
  - La Melancholia (opératorio): enregistrement sous la direction de David Robertson.

#### Compositeurs italiens
- Giacomo Puccini
  - Tosca : rôle de Spoletta au Royal Opera House en 2009 et 2014[3],[43].
  - Madama Butterfly : rôle de Goro au Royal Opera House en 2003, 2005 et 2007[3],[43].
  - Turandot : rôle de Pang au Royal Opera House en 2002 et 2005[3],[43].
- Camillo Togni
  - Barrabas : rôle-titre, en création mondiale à Brescia en 2000 sous la direction de Vittorio Parisi, suivie d'un enregistrement[7].
- Luigi Nono
  - Il Canto Sospeso : concerts à Salzburg sous la direction d'Ingo Metzmacher[11], à la Scala de Milan avec Mario Venzago en 2000[18], à Lucerne avec Heinz Holliger en 2004[52], à l'Auditorium de Milan avec Francesco Maria Colombo en 2010 pour le 65e anniversaire de la Libération de l'Italie[53].
  - Prometeo (Suite) : concerts à Carnegie Hall avec Claudio Abbado et l'Orchestre Philharmonique de Berlin en 1999[19].

#### Compositeurs russes, hongrois, tchèques, polonais
- Sergei Rachmaninov
  - Les Cloches : en concert sous la direction d'Audrey Langford[5] et de Martin Handley[4].
- Igor Stravinsky :
  - Œdipus Rex : rôle titre enregistré sous la direction de Robert Craft, rôle du Berger en concert notamment sous la direction de Seiji Ozawa[39].
  - The Rake's Progress : rôle de Tom Rakewell à Boston (Opera New Hampshire)[3],[20],[27].
  - Les Noces : en concert notamment John Eliot Gardiner et Howard Shelley en 1973[5], enregistrement avec Robert Craft.
  - Canticum sacrum : en concert sous la direction de David Atherton[29],[47].
  - Threni : en concert sous la direction de John Roole, 1982[4],[10].
  - Cantata on Old English Texts : en concert sous la direction d'Andrew Parrott, 1983[4].
- Zoltán Kodály
  - Kis duett : en concert avec Ameral Gunson et Graham Johnson[4].
- Bohuslav Martinů
  - Kytice : en concert sous la direction de Ronald Corp en 1993[4].
- Karol Szymanowski
  - Chants du Muezzin amoureux : en concert sous la direction de Tomas Bugaj en 2002[4].
  - Chant d'amour de Hafiz : en concert sous la direction de Tadaaki Otaka en 2002 [4].
  - Le Roi Roger : rôle d'Edrisi en version de concert, sous la direction d'Andrew Davis, au Royal Festival Hall en 1990[27],[28].
- Dmitri Chostakovitch
  - Lady Macbeth de Mtsensk : rôle du Professeur/Nihiliste, enregistré sous la direction de Mstislav Rostropovitch en 1978[6].
- Witold Lutosławski
  - Paroles tissées : en concert sous la direction du compositeur à Wrocław pour son 80e anniversaire[20],[11].
- László Vidovszky
  - Narcissus and Echo : concert sous la direction de James Bolle en 1986, New Hamphire[47].